# Trzciniec (gmina Sicienko)
Trzciniec – osada w Polsce położona w województwie kujawsko-pomorskim, w powiecie bydgoskim, w gminie Sicienko.
W latach 1975–1998 miejscowość administracyjnie należała do województwa bydgoskiego.
We wsi w parku wiejskim rośnie dąb szypułkowy o obwodzie 340 cm, uznany za pomnik przyrody.